# 大川郵便局
大川郵便局（おおかわゆうびんきょく）
- 福岡県大川市にある郵便局。本記事にて記述する。
- 愛媛県大洲市にある郵便局。局番号は61074。
- 香川県さぬき市にある郵便局。局番号は63068。
- 高知県土佐郡大川村にある郵便局。局番号は64080。
- 鹿児島県阿久根市にある郵便局。局番号は78199。
- 宮城県石巻市にある郵便局。局番号は81075。

大川郵便局（おおかわゆうびんきょく）は福岡県大川市にある郵便局。民営化前の分類では集配普通郵便局であった。

## 概要
住所：〒831-8799 福岡県大川市向島1830-2

## 沿革
- 1873年（明治6年）9月15日 - 若津（わかつ）郵便取扱所として開設[1]。
- 1875年（明治8年）1月1日 - 若津郵便局（五等）となる。
- 1879年（明治12年） - 為替取扱を開始。
- 1881年（明治14年）4月1日 - 向島ノ内若津郵便局に改称。
- 1882年（明治15年） - 貯金取扱を開始。
- 1884年（明治17年）4月1日 - 若津郵便局に改称。
- 1890年（明治23年）4月1日 - 大川郵便局に改称。
- 1895年（明治28年）11月1日 - 再度、若津郵便局に改称。
- 1953年（昭和28年）9月14日 - 再度、大川郵便局に改称[2]。
- 1999年（平成11年） - 外国通貨の両替および旅行小切手の売買に関する業務取扱を開始。
- 2007年（平成19年）10月1日 - 民営化に伴い、併設された郵便事業大川支店に一部業務を移管。
- 2012年（平成24年）10月1日 - 日本郵便株式会社発足に伴い、郵便事業大川支店を大川郵便局に統合。

## 取扱内容
- 郵便、印紙、ゆうパック、内容証明
- 貯金、為替、振替、振込、国際送金、国債、投資信託
- 生命保険、バイク自賠責保険
- ゆうちょ銀行ATM
- 大川市内の集配業務
- ゆうゆう窓口

## 周辺
- 大川市役所
- 国際医療福祉大学福岡県大川キャンパス
- 福岡県立大川樟風高等学校
- 大川市立大川小学校
- 国道208号
- 筑後川昇開橋 - 国鉄佐賀線の廃線跡（1987年（昭和62年）3月に廃止）。かつては当局の西方約500mに、同線の筑後大川駅があった。
- 筑後川

## アクセス
- 西鉄柳川駅より西鉄バス（大川・佐賀方面行き）に乗車。西鉄ストアバス停もしくは大川樟風高校前バス停下車。
- 羽犬塚駅より西鉄バス（大野島方面行き）に乗車。東町バス停下車。
- 九州自動車道 八女ICから西へ約14km
- 駐車場あり：9台